# Władimir Kudaszow
Władimir Pietrowicz Kudaszow (ros. Владимир Петрович Кудашов, ur. 26 czerwca 1918 we wsi Wierchnije Biełozierki obecnie w obwodzie samarskim, zm. 20 października 1976 tamże) – radziecki wojskowy, sierżant, Bohater Związku Radzieckiego (1945).

## Życiorys
Urodził się w rodzinie chłopskiej. Skończył 5 klas, pracował jako traktorzysta w stacji maszynowo-traktorowej, w 1940 został powołany do Armii Czerwonej. Od czerwca 1941 uczestniczył w wojnie z Niemcami, walczył na Froncie Południowym, Południowo-Zachodnim, Stalingradzkim, Dońskim, Stepowym i 2 Ukraińskim. W maju 1942 podczas operacji charkowskiej brał udział w różnych akcjach, w tym w przekraczaniu rzek pod ostrzałem artyleryjskim, za co został odznaczony medalem. Pod koniec września 1943 walczył w bitwie o Dniepr na Froncie Stepowym, biorąc udział m.in. w dostarczaniu czołgów promem przez rzekę pod ostrzałem wrogiej artylerii, za co otrzymał drugi medal i awans na sierżanta. Jako dowódca oddziału 7 samodzielnego zmotoryzowanego batalionu pontonowo-mostowego 1 Brygady Pontonowej 46 Armii 2 Frontu Ukraińskiego w grudniu 1944 brał udział w forsowaniu Dunaju w ramach operacji budapesztańskiej. Wraz z dwoma innymi żołnierzami przeprowadzał rozpoznanie za liniami wroga jako zwiadowca, a później zaatakował kwaterę główną wroga, niszcząc samochód sztabowy i zdobywając dokumenty. Gdy podczas przeprawy przez Dunaj jeden z pontonów został uszkodzony, Kudaszow pod ostrzałem wroga zdołał załatać dziury i zabezpieczyć przeprawę. W ciągu jednej nocy pięciokrotnie przekroczył Dunaj, przeprawiając żołnierzy, broń i amunicję. Po wojnie został zdemobilizowany w stopniu sierżanta i wrócił do rodzinnej wsi, gdzie był brygadzistą w kołchozie.

## Odznaczenia
- Złota Gwiazda Bohatera Związku Radzieckiego (24 marca 1945)
- Order Lenina (24 marca 1945)
- Medal „Za Odwagę” (22 września 1944)
- Medal „Za zasługi bojowe” (dwukrotnie, 2 listopada 1942 i 6 listopada 1943)